# Punta Acuña
Punta Acuña (spanisch) ist eine Landspitze am nordöstlichen Ausläufer der Millerand-Insel in der Marguerite Bay vor der Fallières-Küste des Grahamlands auf der Antarktische Halbinsel.
Argentinische Wissenschaftler benannten sie nach Carlos E. Acuña, Organisator einer zwischen 1935 und 1936 durchgeführten Rettungsfahrt der Pampa zur Orcadas-Station auf Laurie Island.